# Max Vasmer
Max Julius Friedrich Vasmer (in russo Максимилиан Романович Фасмер?, Maksimilian Romanovič Fasmer; San Pietroburgo, 28 febbraio 1886 – Berlino, 30 novembre 1962) è stato un glottologo e slavista tedesco di origine russa.
Ha insegnato a Saratov, Dorpat, Lipsia, Berlino Humboldt, Stoccolma e dal 1949 alla Libera università di Berlino.
Fu il primo marito di Cezaria Anna Baudouin de Courtenay Ehrenkreutz-Jędrzejewiczowa.

## Opere
- Griechisch-slavische Studien, 1907-09
- Untersuchungen über die ältesten Wohnsitze der Slaven, 1923
- Wikingerspuren in Russland, 1931
- Beiträge zur historischen Völkerkunde Osteuropas, 1932-36
- B. Kopitars Briefwechsel mit J. Grimm, 1937
- Die Slaven in Griechenland, 1941
- Die griechischen Lehnwörter im Serbo-Kroatischen, 1944
- Russisches etymologisches Wörterbuch, 1950-58